# 95-та вулиця (Мангеттен)
95-та вулиця (англ. 95th Street) — вулиця проходить від Ріверсайд-Драйв, звідки відкривається вид на річку Гудзон, до Іст-Рівер, через боро Нью-Йорка Мангеттен. Перетинає райони Верхній Вест-Сайд, Верхній Іст-Сайд, Карнегі-Хілл і Йорквіль. Також вулицю перериває Центральний парк.
Як вулиця з непарним номером, більша частина 95-ї вулиці обслуговує автомобільний рух у західному напрямку. Тим не менш, має рух у східному напрямку між Амстердам-авеню та її західним кінцем, полегшуючи рух на виїзді з Генрі Гадсон-парквей на виїзді 11.